# Брем Стокер
Ејбрахам Брем Стокер (енгл. Abraham "Bram" Stoker; Клонтарф, 8. новембар 1847 — Лондон, 20. април 1912) био је ирски књижевник, најпознатији по хорор роману „Дракула“. Био је лични асистент глумца Хенрија Ирвинга и бизнис менаџер Ирвинговог Лицејског театра у Лондону. Удружење писаца хорора сваке године у Стокерову част додељује награду Брем Стокер за „врхунска достигнућа“ у жанру хорора.

### Романи
- (1875)
- (1890)
- (1895)
- (1895)
- (1897)
- (1898)
- (1902)
- (1903)
- (AKA: The Gates of Life) (1905)
- (1908)
- (1908)
- (1909)
- (1911)

### Збике новела
- (1881), садржи осам бајки за децу
- (1914) издана постхумно од његове супруге,

### Приче ван збирки
- (1872)- издао
- (алтернативни крај The Jewel of Seven Stars)
- (1892), Chapter 10, "Lord Castleton Explains" само.

### Публицистика
- (1879)
- (1886)
- (1906)
- (1910)